# Список глав правительства Республики Конго
Список глав правительства Республики Конго включает лиц, занимавших пост главы правительства государства, являвшегося заморской территорией Среднего Конго в составе Французской Экваториальной Африки) и получившего независимость 15 августа 1960 года как Конголезская Республика (фр. République congolaise). В 1965 года оно получило современное название — Республика Конго (фр. République du Congo), с 1970 по 1992 годы называлось Народная Республика Конго (фр. République populaire du Congo). В связи с наличием на политической карте мира Демократической Республики Конго принято при использовании краткого наименования различать две страны с названием Конго указывая их столицы (Браззавиль и Киншасу соответственно). В действующей в стране политической системе (по большей части — президентской республики, в 1963—1992 годах — однопартийной системе социалистической ориентации) отдельный пост главы правительства многократно оставался вакантным либо упразднялся и восстанавливался. С 2016 года главой правительства является Премьер-министр Республики Конго (фр. Premier ministre de la République du Congo), что предусмотрено действующей конституцией.
Применённая в первом столбце таблиц нумерация является условной. Также условным является использование в первых столбцах цветовой заливки, служащей для упрощения восприятия принадлежности лиц к различным политическим силам без необходимости обращения к столбцу, отражающему партийную принадлежность. В столбце «Выборы» отражены состоявшиеся выборные процедуры или иные основания, по которым лицо возглавило правительство. Наряду с партийной принадлежностью, в столбце «Партия» также отражён внепартийный (независимый) статус персоналий, или их принадлежность к вооружённым силам, когда они выступали как самостоятельная политическая сила.

## Колониальный период (1957—1959)
Впервые правительство Конго было сформировано после проведения 31 марта 1957 года выборов в Территориальную ассамблею Среднего Конго (фр. territoire du Moyen-Congo) — заморской территории в составе Французской Экваториальной Африки. Формально его возглавил глава колониальной администрации, вице-президентом правительственного совета стал лидер Африканского социалистического движения Жак Опанго (26 июля 1958 года получивший полномочия президента совета).
После создания 28 ноября 1958 года входящей во Французское сообщество Автономной Конголезской Республики (фр. République autonome congolaise) правительственный совет был преобразован во временное правительство во главе с премьер-министром Фюльбером Юлу, лидером Демократического союза в защиту африканских интересов. За политическую деятельность Ф. Юлу был отлучён от католической церкви, но продолжал именовать себя аббатом. 21 ноября 1959 года Ги Жоржи, верховный комиссар Французской республики в автономии, назначил премьер-министра автономии её президентом, с полномочиями непосредственного руководства правительством
|                | Портрет      | Имя (годы жизни)                             | Полномочия     | Полномочия                                                                   | Партия                                              | Выборы | Должность                                                                              | Пр.          |
| Начало         | Портрет      | Имя (годы жизни)                             | Окончание      |                                                                              | Партия                                              | Выборы | Должность                                                                              | Пр.          |
| -------------- | ------------ | -------------------------------------------- | -------------- | ---------------------------------------------------------------------------- | --------------------------------------------------- | ------ | -------------------------------------------------------------------------------------- | ------------ |
| 1              |              | Жак Опанго (1907—1977) фр. Jacques Opangault | 15 мая 1957    | 26 июля 1958                                                                 | Африканское социалистическое движение               | 1957   | вице-президент правительственного совета фр. Vice-président du conseil de gouvernement | [ 9 ]        |
| 1              | 26 июля 1958 | Жак Опанго (1907—1977) фр. Jacques Opangault | 28 ноября 1958 | президент правительственного совета фр. Président du conseil de gouvernement | Африканское социалистическое движение               | 1957   |                                                                                        | [ 9 ]        |
| 2              |              | Фюльбер Юлу (1917—1972) фр. Fulbert Youlou   | 28 ноября 1958 | 21 ноября 1959                                                               | Демократический союз в защиту африканских интересов | 1959   | премьер-министр фр. Premiers ministres (автономная республика)                         | [ 7 ] [ 10 ] |
| пост упразднён |              |                                              |                |                                                                              |                                                     |        |                                                                                        |              |

## Конголезская Республика (1960—1965), Республика Конго (1965—1970)
Вновь пост главы правительства был создан после того как 15 августа 1963 года президент Фюльбер Юлу сложил полномочия в результате массовых протестов, организованных профсоюзами и поддержанных армией, главнокомандующий и начальник генерального штаба которой стали временными главами государства. На следующий день они предложили возглавить временное правительство бывшему министру планирования Альфонсу Массамба-Дебе. На прошедшем 8 декабря 1963 года конституционном референдуме было одобрено введение однопартийной системы. Заняв 19 декабря 1963 года пост президента, 24 декабря 1963 года А. Массамба-Деба назначил премьер-министром Паскаля Лиссубу. 29 июня 1964 года состоялся учредительный съезд правящей партии — Национального движения революции. В 1965 году название страны было изменено на Республика Конго (фр. République du Congo). 12 января 1968 года А. Массамба-Деба упразднил пост премьер-министра. 3 августа 1968 года, столкнувшись с оппозицией среди военных, он бежал из столицы, однако спустя 2 дня достиг с ними соглашения и вошёл ординарным членом в созданный 5 августа 1968 года Национальный совет революции (фр. Conseil National de la Révolution) под председательством Мариана Нгуаби, а 4 сентября 1968 года окончательно ушёл в отставку. Назначенное в связи с этим Национальным советом революции для непосредственного исполнения государственных функций временное правительство во главе с Альфредом Раулем было распущено 30 декабря 1969 года.
|                    | Портрет                         | Имя (годы жизни)                                                     | Полномочия      | Полномочия      | Партия                          | Выборы      | Должность                                                          | Пр.    |
| Начало             | Портрет                         | Имя (годы жизни)                                                     | Окончание       |                 | Партия                          | Выборы      | Должность                                                          | Пр.    |
| ------------------ | ------------------------------- | -------------------------------------------------------------------- | --------------- | --------------- | ------------------------------- | ----------- | ------------------------------------------------------------------ | ------ |
| 3                  |                                 | Альфонс Массамба-Деба (1921—1977) фр. Alphonse Massamba-Debat        | 16 августа 1963 | 19 декабря 1963 | независимый                     | [ комм. 4 ] | глава временного правительства фр. Chef du gouvernement provisoire | [ 14 ] |
| должность вакантна | должность вакантна              | должность вакантна                                                   | 19 декабря 1963 | 24 декабря 1963 |                                 |             |                                                                    |        |
| 4                  |                                 | Паскаль Лиссуба (1931—2020) фр. Pascal Lissouba                      | 24 декабря 1963 | 15 апреля 1966  | независимый                     | 1963        | премьер-министр фр. Premier ministre                               | [ 15 ] |
|                    | Национальное движение революции | Паскаль Лиссуба (1931—2020) фр. Pascal Lissouba                      | 24 декабря 1963 | 15 апреля 1966  |                                 | 1963        | премьер-министр фр. Premier ministre                               | [ 15 ] |
| должность вакантна | должность вакантна              | должность вакантна                                                   | 15 апреля 1966  | 6 мая 1966      |                                 |             |                                                                    |        |
| 5                  |                                 | Амбруаз-Эдуар Нумазалай (1933—2007) фр. Ambroise Édouard Noumazalaye | 6 мая 1966      | 12 января 1968  | Национальное движение революции | [ комм. 6 ] | премьер-министр фр. Premier ministre                               | [ 16 ] |
| должность вакантна | должность вакантна              | должность вакантна                                                   | 12 января 1968  | 4 сентября 1968 |                                 |             |                                                                    |        |
| 6                  |                                 | майор Альфред Рауль (1938—1999) фр. Alfred Raoul                     | 4 сентября 1968 | 1 января 1969   | Национальное движение революции | [ комм. 7 ] | глава временного правительства фр. Chef du gouvernement provisoire | [ 17 ] |
| пост упразднён     |                                 |                                                                      |                 |                 |                                 |             |                                                                    |        |

## Народная Республика Конго (1970—1992)
Народная Республика Конго (фр. République populaire du Congo) была провозглашена 31 декабря 1969 года, руководящей силой её политической системы являлась созданная 29 декабря 1969 года Конголезская партия труда (КПТ). Пост премьер-министра был восстановлен 28 июля 1973 года. Основатель и лидер КПТ Мариан Нгуаби, возглавлявший партийные и оставшимися четырьмя членами руководящего ядра партии (Центрального революционного штаба, фр. État Major Spécial Révolutionnaire) был сформирован Военный комитет Конголезской партии труда. 5 апреля 1977 года Военный комитет обнародовал изменения в конституцию, которыми ему передавались полномочия одновременно и Национального собрания, и Центрального комитета партии; на следующий день его председатель Жак-Жоашен Йомби-Опанго был приведен к присяге в качестве президента страны. После изменений в руководстве партии к президентской присяге (30 мая 1979 года) был приведён новый председатель ЦК КПТ Дени Сассу-Нгессо.
В феврале 1992 года начала работу Национальная конференция представителей государства, политических партий и общественных объединений, которая объявила себя «суверенной». Она прекратила большинство полномочий президента Сассу-Нгесо и поручила организацию демократических выборов временному правительству во главе с независимым политиком Андре Милонго. 15 марта 1992 года на референдуме была одобрена новая конституция, узаконившая многопартийную систему и вернувшая стране название Республика Конго.
|        | Портрет | Имя (годы жизни)                                                      | Полномочия      | Полномочия      | Партия                    | Выборы | Пр.    |
| Начало | Портрет | Имя (годы жизни)                                                      | Окончание       |                 | Партия                    | Выборы | Пр.    |
| ------ | ------- | --------------------------------------------------------------------- | --------------- | --------------- | ------------------------- | ------ | ------ |
| 7      |         | Анри Лопес (1937—2023) фр. Henri Lopès                                | 28 июля 1973    | 18 декабря 1975 | Конголезская партия труда | 1973   | [ 19 ] |
| 8 (I)  |         | Луи Сильвен-Гома (1941—) фр. Louis Sylvain-Goma                       | 18 декабря 1975 | 7 августа 1984  | Конголезская партия труда | 1979   | [ 19 ] |
| 9      |         | Анж-Эдуар Пунги (1942—) фр. Ange Édouard Poungui                      | 7 августа 1984  | 7 августа 1989  | Конголезская партия труда | 1984   | [ 20 ] |
| 10     |         | Альфонс Суклати-Поати (1941—2024) фр. Alphonse Poaty-Souchlaty        | 7 августа 1989  | 3 декабря 1990  | Конголезская партия труда | 1989   | [ 21 ] |
| и. о.  |         | Пьер Мусса (1941—) фр. Pierre Moussa                                  | 3 декабря 1990  | 8 января 1991   | Конголезская партия труда | 1989   | [ 22 ] |
| 8 (II) |         | Луи Сильвен-Гома (1941—) фр. Louis Sylvain-Goma                       | 8 января 1991   | 8 июня 1991     | Конголезская партия труда | 1989   | [ 19 ] |
| 11     |         | Андре Нтсатубанту Милонго (1935—2007) фр. André Ntsatoubantou Milongo | 8 июня 1991     | 15 марта 1992   | независимый               | 1989   | [ 22 ] |

## Республика Конго (с 1992)
После одобрения на прошедшем 15 марта 1992 года референдуме новой конституции, узаконившей многопартийную систему и вернувшей стране название Республика Конго (фр. République du Congo, конго Repubilika ya Kongo, лингала Republíki ya Kongó), временным правительством во главе с независимым политиком Андре Милонго были организованы президентские (на которых одержал оппозиционный кандидат Паскаль Лиссуба) и парламентские (также принёсшие победу оппозиции) выборы. Очередные президентские выборы были назначены на июль—август 1997 года. В условиях, когда основными политическим партиями из поддерживающих их этнических групп были созданы иррегулярные вооружённые формирования (партийная милиция Конголезской партии труда (КПТ) «Кобры», Конголезского движения за демократию и интегральное развитие (КДДИР) «Ниндзя», Панафриканского союза за социальную демократию «Кокойя»), 4 июня 1997 года правительство объявило об их ликвидации. На следующий день начались бои между про-президентскими «Кокойя» и поддерживающими Дени Сассу-Нгессо «Кобрами», регулярные войска и силы безопасности также раскололись по племенному признаку и вышли из повиновения президенту, что послужило началом гражданской войны. После создания межпартийной коалиции между КПТ и КДДИР (лидер которого Бернар Бакана Колесас коалицию возглавил), и объединения ополчений «Ниндзя» и «Кобры» против «Кокойи», президент оказался в изоляции. 8 сентября 1997 года он назначил Б. Б. Колесаса главой правительства национального единства, однако сторонники Д. Сасси-Нгессу отказались занять предложенные министерские посты. Исход конфликта предопределила интервенция вооружённых сил Анголы. 14 октября 1997 года подразделения «Кобры» и ангольские войска установили контроль над столицей, П. Лиссуба и Б. Б. Колесас покинули страну. 25 октября 1997 года президентом вновь был провозглашён Д. Сассу-Нгессо, который восстановил прямое президентское управление правительством.
Несмотря на то, что в результате конституционной реформы, одобренной на состоявшемся 20 января 2002 года референдуме, пост премьер-министра был упразднён, 7 января 2005 года на этот пост (но не главой правительства, а координатором его работы) был назначен Изидор Мвуба. После проведения президентских выборов 2009 года Сассу-Нгессо 15 сентября 2009 года сформировал новое правительство, в котором пост премьер-министра отсутствовал. Вновь пост был восстановлен в результате нового референдума, состоявшегося 25 октября 2015 года, назначение на него было произведено после переизбрания Сассу-Нгессо на выборах 2016 года, — 23 апреля 2016 года премьер-министром был назначен независимый политик Клеман Муамба. На парламентских выборах 2017 года Муамба был поддержан Конголезской партией труда и по их результатам 22 августа 2017 года сформировал новый состав правительства, приняв её членство. 18 мая 2021 года главой правительства был назначен Анатоль-Коллине Макоссо.
|                                                              | Портрет         | Имя (годы жизни)                                                          | Полномочия       | Полномочия                | Партия                                                      | Выборы | Пр.           |
| Начало                                                       | Портрет         | Имя (годы жизни)                                                          | Окончание        |                           | Партия                                                      | Выборы | Пр.           |
| ------------------------------------------------------------ | --------------- | ------------------------------------------------------------------------- | ---------------- | ------------------------- | ----------------------------------------------------------- | ------ | ------------- |
| (11)                                                         |                 | Андре Нтсатубанту Милонго (1935—2007) фр. André Ntsatoubantou Milongo     | 15 марта 1992    | 2 сентября 1992           | независимый                                                 |        | [ 22 ]        |
| 12                                                           |                 | Стефан-Морис Бонго-Нуарра (1937—2007) фр. Stéphane Maurice Bongho-Nouarra | 2 сентября 1992  | 6 декабря 1992            | Панафриканский союз за социальную демократию                | 1992   | [ 22 ]        |
| 13                                                           |                 | Клод-Антуан Дакоста (1931—2007) фр. Claude-Antoine Dacosta                | 6 декабря 1992   | 23 июня 1993              | независимый                                                 | 1992   | [ 22 ]        |
| 14                                                           |                 | Жак-Жоашен Йомби-Опанго (1939—2020) фр. Jacques Joachim Yhombi-Opango     | 23 июня 1993     | 27 августа 1996           | Собрание за демократию и развитие                           | 1993   | [ 32 ]        |
| 15                                                           |                 | Шарль-Давид Ганао (1927—2012) фр. Charles David Ganao                     | 27 августа 1996  | 8 сентября 1997           | Союз демократических сил                                    | 1993   | [ 33 ]        |
| 16                                                           |                 | Бернар Бакана Колелас (1933—2009) фр. Bernard Bakana Kolélas              | 8 сентября 1997  | 15 октября 1997           | Конголезское движение за демократию и интегральное развитие | 1993   | [ 34 ] [ 35 ] |
| пост упразднён (15 октября 1997 года — 7 января 2005 года)   |                 |                                                                           |                  |                           |                                                             |        |               |
| 17 (I—III)                                                   |                 | Изидор Мвуба (1954—) фр. Isidore Mvouba                                   | 7 января 2005    | 3 марта 2007              | Конголезская партия труда                                   | 2007   | [ 36 ]        |
| 17 (I—III)                                                   | 3 марта 2007    | Изидор Мвуба (1954—) фр. Isidore Mvouba                                   | 30 декабря 2007  |                           | Конголезская партия труда                                   | 2007   | [ 36 ]        |
| 17 (I—III)                                                   | 30 декабря 2007 | Изидор Мвуба (1954—) фр. Isidore Mvouba                                   | 15 сентября 2009 |                           | Конголезская партия труда                                   | 2007   | [ 36 ]        |
| пост упразднён (15 сентября 2009 года — 23 апреля 2016 года) |                 |                                                                           |                  |                           |                                                             |        |               |
| 18 (I—II)                                                    |                 | Клеман Муамба (1944—2021) фр. Clément Mouamba                             | 23 апреля 2016   | 22 августа 2017           | независимый                                                 | 2017   | [ 29 ]        |
|                                                              | 22 августа 2017 | Клеман Муамба (1944—2021) фр. Clément Mouamba                             | 18 мая 2021      | Конголезская партия труда |                                                             | 2017   | [ 29 ]        |
| 19                                                           |                 | Анатоль Коллине Макоссо (1965—) фр. Anatole Collinet Makosso              | 18 мая 2021      | Конголезская партия труда | действующий                                                 | 2017   | [ 31 ]        |